# Bantam Spectra
Bantam Spectra est la division dédiée à la science-fiction de la maison d'édition américaine Bantam Books, détenue par Random House.
D'après leur site internet, Bantam Spectra publie des romans de science-fiction, fantasy, horreur ainsi que des romans relevant des littératures de l'imaginaire. Parmi les auteurs publiés, 72 ont été récompensés par 33 prix dans les domaines de la science-fiction et de la fantasy (147 nominations).
Les auteurs publiés sont :
- David Brin
- Connie Willis
- Bruce Sterling
- Kim Stanley Robinson
- George R. R. Martin
- Gregory Benford
- William Gibson
- Dan Simmons
- Ian McDonald
- Elizabeth Hand
- Robin Hobb
- Élisabeth Vonarburg
- Mark Budz (en)
- Liz Williams
- Sheri S. Tepper
- Robert Charles Wilson
- Roberta MacAvoy
- Justina Robson
- Elizabeth Bear
- Anthony Ballantyne
- Scott Lynch
- Catherynne M. Valente
- Tim Lebbon
- Christopher Barzak
- Pat Murphy
- Doug Beason (en)
- Kevin J. Anderson
- Karen Joy Fowler
- William McCarthy
- Neal Stephenson
- Jamil Nasir
- George Foy
- John M. Ford
- Charles Platt
- Ellen Kushner
- Paula Volsky
- Joe R. Lansdale
- Richard Grant
- Patricia Geary
- M. K. Hobson (en)
- Michael McQuay
- Lisa Goldstein
- Tim Pratt
- David J. Williams